# Ветер с моря (фильм)
«Ветер с моря» (пол. Wiatr od morza) — польский чёрно-белый немой художественный фильм, драма 1930 года. Экранизация одноименной повести Стефана Жеромского.
Последний немой польский фильм.

## Сюжет
На территории Гданьского Поморья, в старом дворце прусского графа живут его два внука, единокровные братья Рышард и Отто. Оба любят двоюродную сестру Терезу. Во время Первой мировой войны братья служат офицерами флота на одной подводной лодке. Лодка тонет. Жестокий Отто погибает, а чувствительный Рышард возвращается во дворец к Терезе, где Тереза защищает себя от атак немецких дезертиров.

## В ролях
- Адам Бродзиш — Рышард.
- Евгениуш Бодо — Отто.
- Мария Малицкая — Тереза.
- Казимеж Юноша-Стемповский — граф Фридрих вон Арффберг.
- Чеслав Сконечны — управляющий.
- Текла Трапшо — хозяйка.
- Ирена Гавенцкая — рыбачка.
- Януш Страхоцкий — Ян.
- Адольф Дымша — Стефек.
- Ежи Кобуш — Польдек.